# Никея Коринфская
Никея Коринфская (др.-греч. Νίκαια η Κορίνθια) — одна из жен царя Македонии Деметрия Этолийского.
Её происхождение остается неизвестным. Сводный брат Антигона Гоната Кратер выбрал её в жены для своего сына Александра.
Около 250—249 до н. э. Александр, представлявший интересы Гоната в Элладе, объявил себя независимым правителем. Его резиденцией был Акрокоринф, являющийся важнейшим стратегическим пунктом на Истме. Антигон и его союзники Аргос и Афины вели войну против Александра. Но вернуть контроль над Коринфом Гонат смог только после смерти Александра путем заключения династического брака (около 245 до н. э.)
Красочные описания свадьбы, восходящие, по всей видимости, к несохранившейся «Истории» Филарха, автора III в. до н. э., имеются в сочинениях Плутарха и Полиэна. Оба они отмечают, что Никея была старше Деметрия. В разгар брачных торжеств, когда в театре перед гостями должен был выступать знаменитый кифаред Амфей, Антигон, воспользовавшись свадебной суетой, занял укрепления Агрокоринфа.
О дальнейшей судьбе брака Деметрия и Никеи ничего не известно.
Возможно, после утраты Никеей Коринфа имели место её романтические отношения с известным халкидским поэтом Эвфорионом.